# Abony
Abony è una città di 15.681 abitanti situata nella contea di Pest, nell'Ungheria settentrionale. 
La città si trova in una zona pianeggiante e ha una lunga tradizione contadina.

## Cultura
Abony è stato il primo villaggio in Ungheria a vantare una Scuola di Musica e vi ha sede il Lajos Abonyi Village Museum, museo etnografico.

### Istruzione

#### Musei
Il Lajos Abonyi Village Museum, fondato nel 1959, è stato aperto nel 1967 quando la collezione venne collocata in un ex granaio del Settecento ristrutturato. Il museo mostra attrezzi della civiltà rurale di Abony, legati all'allevamento del bestiame, alla viticoltura, ai mestieri di cordaio, sellaio e tessitore e un'officina da fabbro funzionante.

## Sport
La squadra di calcio a 5 della città è il Sirokko Futball Club.